# Goessel
Goessel es una ciudad ubicada en el de condado de Marion en el estado estadounidense de Kansas. En el año 2010 tenía una población de 539 habitantes y una densidad poblacional de 673,75 personas por km².

## Geografía
Goessel se encuentra ubicada en las coordenadas 38°14′49″N 97°20′53″O / 38.246972, -97.348178 (38.246972, -97.348178).

## Demografía
Según la Oficina del Censo en 2000 los ingresos medios por hogar en la localidad eran de $33,250 y los ingresos medios por familia eran $42,727. Los hombres tenían unos ingresos medios de $30,313 frente a los $18,750 para las mujeres. La renta per cápita para la localidad era de $14,106. Alrededor del 14.2% de la población estaban por debajo del umbral de pobreza.